# Ney turco

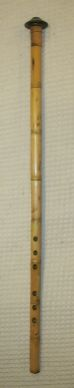

Ney turco ou nay turco é uma flauta de junco muito popular na Turquia e Oriente médio, é uma variação otomana do antigo ney. Juntamente com o alaúde tanbur turco e o violino kemençe turco são considerados os instrumentos mais típicos da música clássica turca. O ney também desempenha um papel primordial na música dos ritos Sufi Mevlevi (semâ).

## Descrição
Flauta oblíqua, de aro soprado, feita de cana-do-reino (Arundo donax), o ney turco tem seis orifícios para os dedos na frente e um orifício para o polegar na parte de trás. O orifício do polegar não está centralizado, mas sim inclinado para a esquerda ou para a direita, dependendo se o instrumento foi projetado para ser tocado com a mão esquerda ou direita em cima.
Uma característica que a distingue de instrumentos semelhantes de outras culturas é o bocal alargado ou descanso labial, chamado bashpare, tradicionalmente feito de chifre de búfalo, marfim ou ébano, mas nos tempos modernos muitos são de plástico ou material durável similar.
O ney turco é tocado pressionando o bashpare contra lábios quase fechados e inclinando a flauta de modo que uma estreita corrente de ar possa ser soprada do centro dos lábios contra a borda interna para a esquerda ou direita, dependendo se a flauta é canhota ou destra em sua construção. Esta técnica dá um volume mais grave, mas um som mais controlado em comparação com a técnica usada com o ney persa ou o tsuur mongol, que são tocados colocando o bocal sob o lábio superior e fazendo contato com os dentes.